# 訴追
訴追（そつい）とは、一般に日本国外の刑事手続における英語の「charge」 (criminal charge) などに対応して使用される日本語。
被疑者段階から被告人段階までを含む特定の人物に対して犯罪の嫌疑が掛けられて進んでいる手続全般を指し、特定の人物に対する告訴・告発などに始まり、取調、警察から検察への送致、予備審問、大陪審、起訴、勾留・留置、公判、判決など、捜査から裁判までの刑事手続き全体を一般に指す。
ただし、その途中におけるいずれかの段階を指すこともあり、注意が必要である。